# Победен щурм
Вижте пояснителната страница за други значения на Бдинци.
„Победен щурм“, наричан също „Бдинци“, срещано и като „Последен щурм“, е военен паметник на централния площад „Бдинци“ във Видин.

## История
Централно място в площада е заемала градинката с паметника „Скърбящият воин“ (от 1911 г.) за жертвите от Трети пехотен бдински полк в Сръбската война от 1885 г. Местните власти обаче в началото на 1930-те години решават, че не е достатъчно величествен, и го преместват на пл. „Съединение“ пред железопътна гара Видин.
Новият паметник на централния площад е открит официално на 2 март 1944 г. Авторите са скулпторът проф. Никола Кожухаров и архитектът Георги Стайков. Посветен е на воините от 3-ти пехотен Бдински полк (наричани бдинци) и на всички доброволци, паднали във войните за национално обединение (Балканските и Първата световна).
Според легендата Н. Кожухаров първоначално изработва от глина скулптурна композиция, която изобразява бдинците, маршируващи под знамето, и озаглавил скулптурата „Победен марш“. Общинската комисия обаче се забавя няколко дни, глината омеква и се свлича, а фигурите на войниците се накланят напред като за атака на нож. Скулпторът и комисията харесват позата, цялата композиция добива днешния си вид, а паметникът е наречен „Победен щурм“. Така се ражда идеята за скулптурната композиция на този уникален паметник.

## Описание
Паметникът е изграден от сив гранит и тъмен бронз, висок е 14,5 метра. Стъпала водят от гранитен постамент до площадка със скулптурна композиция от тъмен бронз на войници в атака. Зад тях се издига гранитен блок. Отпред на горната му част има бронзов кръст за храброст. Отстрани са изписани периодите на войните („1912 г. – 1913 г.“ и „1915 г. – 1918 г.“) и местата на съответните битки. Отзад има бронзов венец с меч и изписания брой на загиналите в тези войни (210 офицери, 172 подофицери и 2154 войници). На предната страна по скулптурата има надпис „ВЕЛИЧИЕТО НА РОДИНАТА СЕ ГРАДИ ВЪРХУ КОСТИТѢ НА ОНИЯ, КОИТО ДОСТОЙНО ЖИВѢХА И УМРѢХА ЗА НЕЯ.“.